# گئچی قالاسی

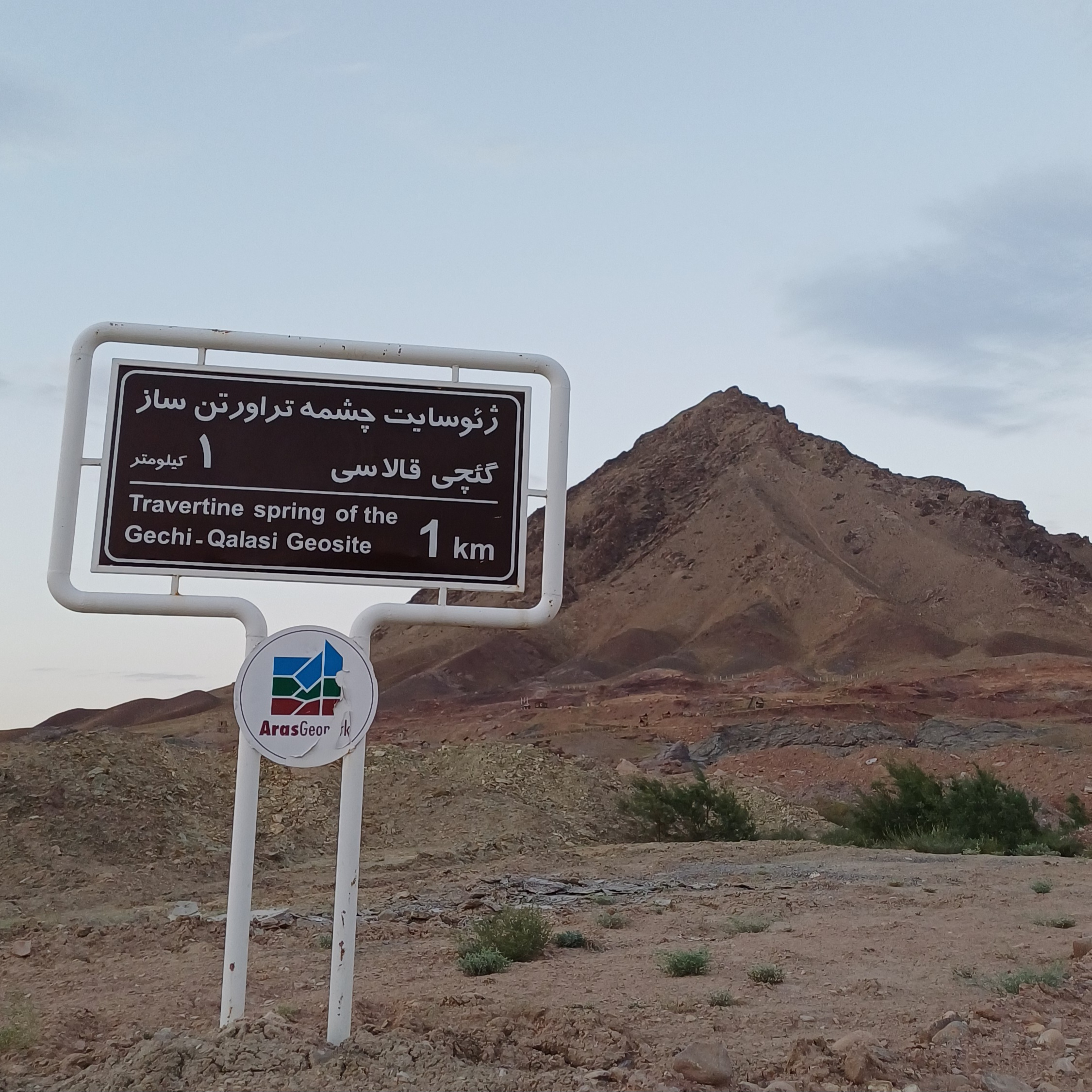
تصویری از قله گئچی قالاسی و تابلوی راهنمای ژئوسایت چشمه تراورتن ساز

این کوه در فاصله حدود ۴ یا ۵ کیلومتری از شهر جلفا در استان آذربایجان شرقی واقع است و ارتفاع آن به ۲۰۵۰ متر می‌رسد. این کوه را با نام «پلو داغی» یا «کوه پلو» نیز می‌نامند.

## چشمه تراورتن ساز

چشمه تراورتن ساز

در نزدیکی گئچی قالاسی و در دامنه این کوه ژئوسایت چشمه تراورتن ساز واقع شده است.

نمایی از کوه گئچی قالاسی